# 356

## Починали
- Ветранион, римски император